# 沃德里库尔 (索姆省)
沃德里库尔（法語：Vaudricourt，法語發音：[vodʁikuʁ]）是法国上法蘭西大區索姆省的一个市镇，属于阿布维尔区。

## 地理
沃德里库尔（50°7'14"N, 1°32'58"E）面积2.98 平方千米，位于法国上法蘭西大區索姆省，该省份为法国北部沿海省份，北起加来海峡省和北部省，西接滨海塞纳省和大西洋英吉利海峡，南至瓦兹省，东临埃纳省。
与沃德里库尔接壤的市镇（或旧市镇、城区）包括：圣布利蒙、弗里维尔-埃斯卡博坦、布尔瑟维尔、布吕泰勒。
沃德里库尔的时区为UTC+01:00、UTC+02:00（夏令时）。

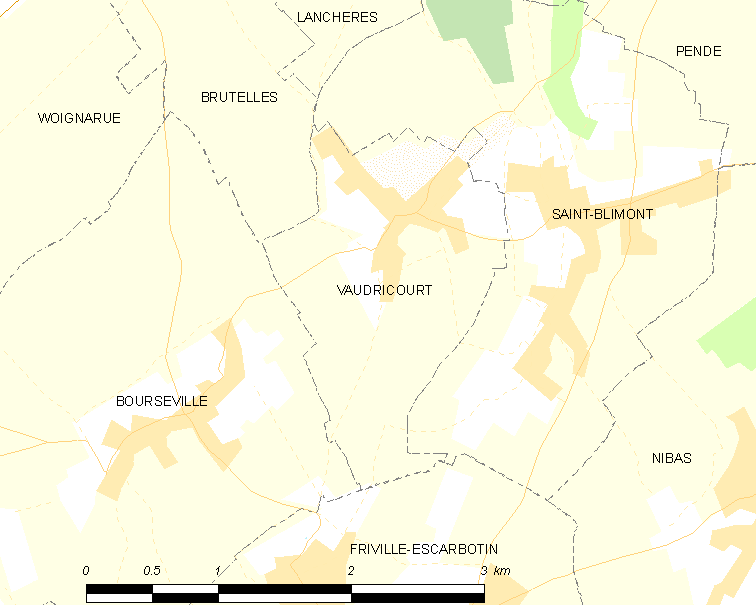
沃德里库尔的OSM定位图

## 行政
沃德里库尔的邮政编码为80230，INSEE市镇编码为80780。

## 政治
沃德里库尔所属的省级选区为弗里维尔-埃斯卡博坦县。

## 人口

1962-2008年间沃德里库尔人口变化图示

沃德里库尔于2022年1月1日时的人口数量为415人。